# Kochiura rosea
Kochiura rosea là một loài nhện trong họ Theridiidae.
Loài này thuộc chi Kochiura. Kochiura rosea được Hercule Nicolet miêu tả năm 1849.